# Krashna Musika
Het Delfts Studenten Muziekgezelschap Krashna Musika (Krashna) is een studentenvereniging in Nederland met nadruk op het maken van klassieke muziek in ensembleverband. De vereniging werd in 1968 opgericht. Momenteel is de vereniging gehuisvest in X (TU Delft) op de campus van de Technische Universiteit Delft. Het symfonieorkest wordt gedirigeerd door Stijn Berkouwer en het koor staat onder leiding van Ruben de Grauw.
De vereniging bestaat uit drie verschillende onderdelen: het koor, orkest en de kamermuziekafdeling. Tevens wordt periodiek een projectensemble opgezet: Het Krashna Kamerorkest (Krashko) en het Krashna Kamerkoor. Het kamerorkest en kamerkoor bestaan uit leden van Krashna afkomstig uit het orkest, koor en de kamermuziekafdeling.
De Slavische naam Krashna Musika betekent bloemrijke muziek. Het logo stelt een faun voor, een Romeinse veldgod - half mens, half geit - die al muziek makend herderinnetjes schrik aanjaagt.
Het koor en orkest van Krashna Musika treedt vier keer (twee series waarvan elk tweemaal wordt opgevoerd) per jaar op in Delft en in de steden in de omgeving van Delft. Tevens gaat de vereniging om de twee jaar op tournee naar een buitenlandse bestemming.

## Geschiedenis

### 1968-1973 (Johan van Gool)

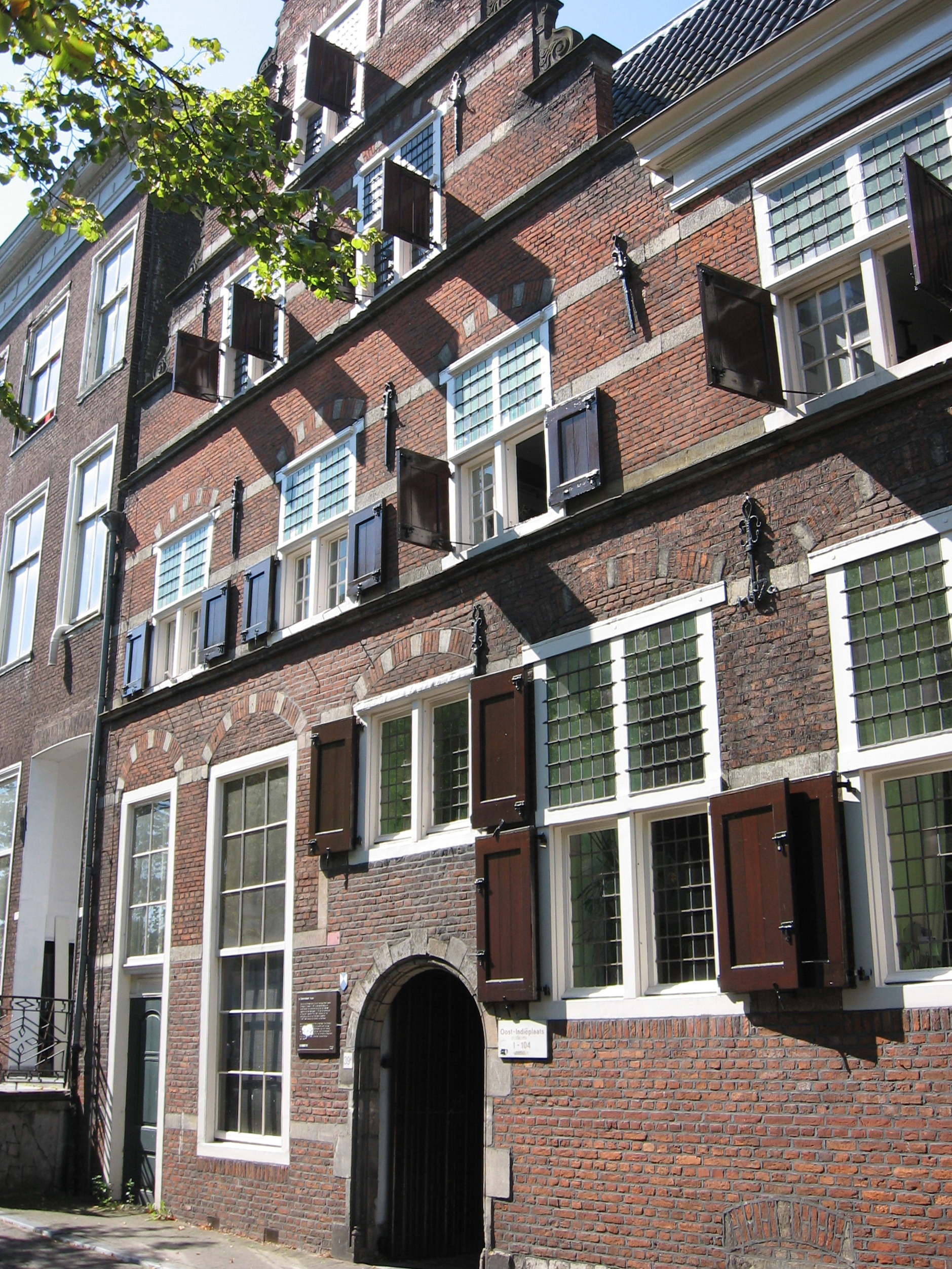
De VOC-Kamer aan de OD 39

De vereniging werd in 1968 opgericht als algemene studentenmuziekvereniging in Delft onder leiding van Technische Hogeschool (TH)-cantor Johan van Gool. In de nieuwe vereniging werd het Delfts Studenten Zangkoor opgenomen als ondervereniging, een koor waarin werd gezongen door leden van de verschillende Delftse studentenverenigingen. Het orkest van de vereniging werd voor een groot deel gevormd door leden van Apollo en Banzaai, de orkesten van respectievelijk het DSC en Virgiel. Het eerste concert van de vereniging werd op 8 mei 1969 gegeven in de Aula van de TH.
De Delftse Studenten Muziek Vereniging kreeg in 1970 een nieuwe naam. Ze kozen de naam "Krasna Musika", andere opties waren "Accoord", "Assurancetorix" en "Eerste Delftse Algemene Blaas- en Strijkinrichting". Om grafische redenen en om de associatie met 'kras maar' te vermijden werd later een h toegevoegd. Ook vond de vereniging datzelfde jaar in de Vereniging van Delftse Hoogleraarsvrouwen een 'beschermvrouwe'. Krashna Musika nam haar intrek in de grote en kleine zaal van de Verenigde Oostindische Compagnie aan de Oude Delft 39.
Op 6 april 1971 werd de Johannes Passion van Bach na 15 jaar weer in Delft opgevoerd. Tevens ontving de vereniging tijdens het PAN Concours de legpenning voor de best presterende studentenstad.
Als onderdeel van het 26e lustrum van de Technische Hogeschool werd Krashna Musika in januari 1972  gevraagd een concert te geven. In samenwerking met zusterverenigingen uit Rotterdam en Utrecht en met Virgiel-onderdeel Balder werden Beethovens eerste symfonie, het celloconcert van Saint-Saëns en het Gloria van Poulenc opgevoerd. Op 28 maart 1972 werd de Johannes Passion voor de tweede maal uitgevoerd.
Het eerste lustrumjaar van Krashna Musika werd gevierd met een feestweek. Een bijzonder onderdeel van het lustrum was het carillonconcours, waarbij iedere liefhebber werd opgeroepen een wijsje voor de beiaard van de Nieuwe Kerk te schrijven. Het lustrumjaar was het laatste jaar dat Johan van Gool de functie van TH-cantor, en daarmee dirigent van Krashna Musika, bekleedde.

### 1973-1980 (Cees Rotteveel)
De opvolgingscommissie haalde Cees Rotteveel binnen als tweede TH-cantor en dirigent van Krashna Musika. Cees was een frisse wind, met grote interesse in muziek en de wens te experimenteren. Zijn eerste concerten, in de Sacramentskerk op 4 april 1974 en in de Haagse Kloosterkerk op 4 mei 1974, bevatten o.a. het Requiem van Gabriel Fauré.
In het najaar van 1975 trad Krashna Musika voor het eerst buiten de landsgrenzen. Op kerstavond en op eerste kerstdag 1975 werd opgetreden door koor en orkest tijdens de mis in de Parijse kerk Saint-Germain l'Auxerrois.
Het 135e jaar dat de TH bestond werd op 9 januari 1977 gevierd met een concert met als hoogtepunt het Concert voor Orkest en Twee Piano's in Es groot, KV 365, met Laetitia van Wayenburg en Kees van der Zanden als solisten. Het koor voerde o.a. het Te Deum KV 169 van Mozart uit. Op 17 mei 1977 was er het operaproject: het verhaal van Orpheus werd verteld door middel van delen uit de opera's van Gluck en Monteverdi. Op 31 mei werd in de Waag deelgenomen aan het project 'Dans en Muziek in de Nederlandse Renaissance'. Dit was de aanleiding tot de oprichting van de Werkgroep Oude Muziek o.l.v. Karel Smagge, die later zelfstandig doorging als Messa di Voce.
Een tweede buitenlands contact vond plaats in 1977, in de vorm van een uitwisseling met de Keulse Johannes Kantorei. Het Duitse koor kwam 29 oktober naar Nederland, en Krashna Musika ging op 17 december naar Keulen. In het kader van het tweede lustrum waren er in mei 1978 activiteiten met muziek uit de 20e eeuw, oude muziek, orgelmuziek en een omvangrijk slotconcert in de TH-Aula.
In 1979 werkte het muziekgezelschap samen met het Leids Studenten Koor en Orkest Collegium Musicum
Op 20 maart 1981 voerde Krashna Musika haar derde Johannes Passion uit, de eerste keer onder Cees Rotteveel, en tevens het laatste concert van Cees Rotteveel die op 8 mei 1981 afscheid nam.

### 1981-1993 (Daan Admiraal)

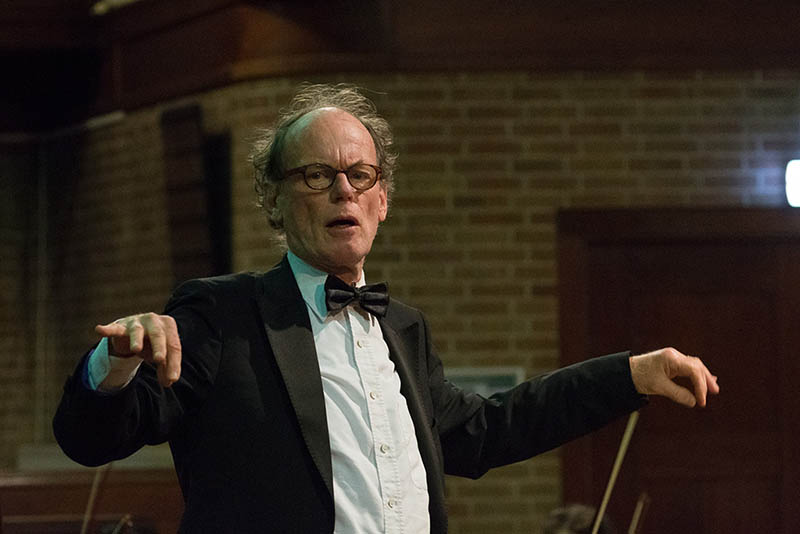
Daan Admiraal bij het Krashna Musika Najaarsconcert 2015.

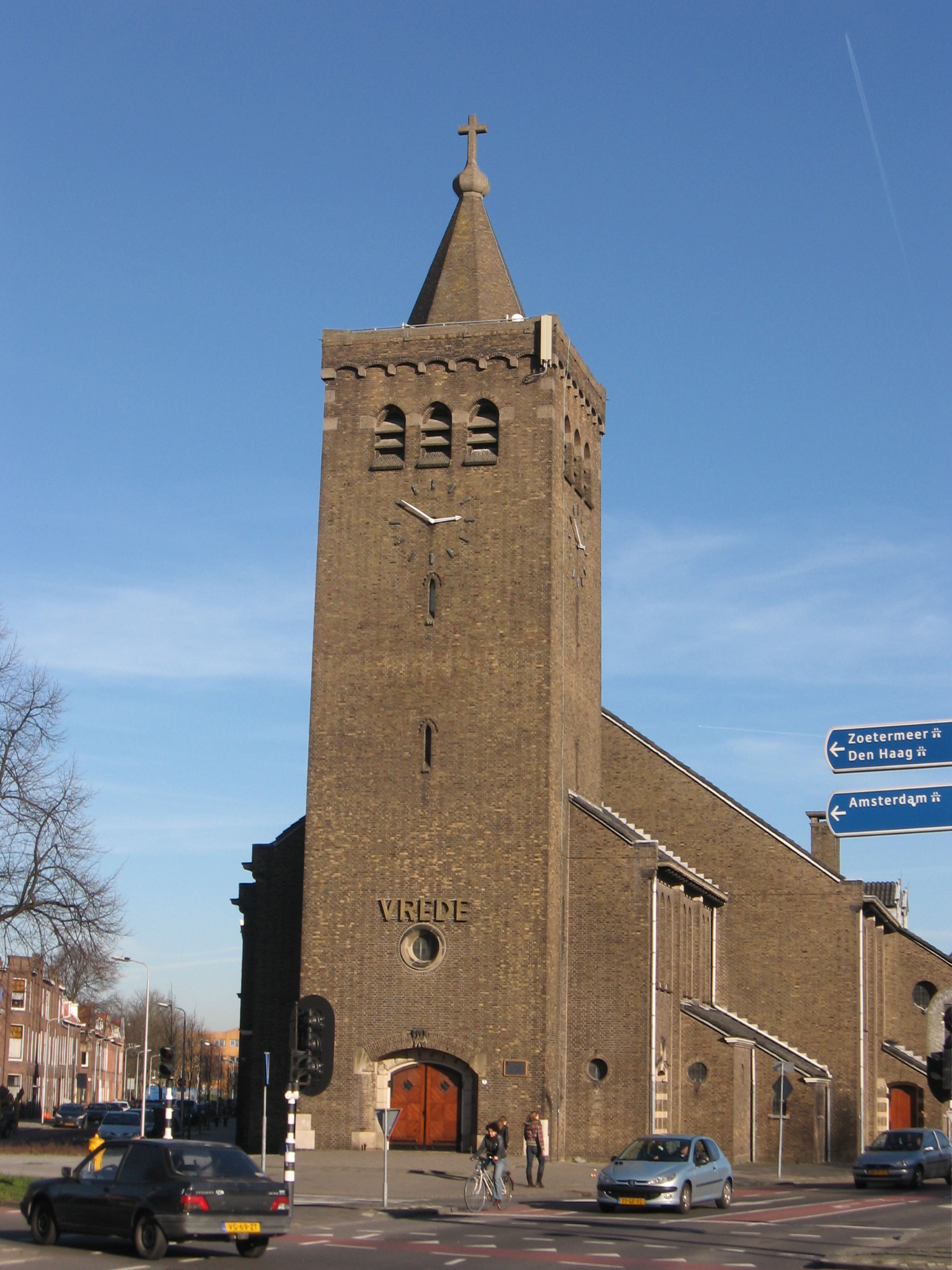
De Sacramentskerk te Delft

Na advies van de sollicitatiecommissie begon in 1981 Daan Admiraal als nieuwe dirigent van Krashna Musika. Zijn eerste concert was het diësconcert op 5 juni 1981, met een programma waaraan vijf weken was gewerkt.
In 1983 vierde het muziekgezelschap zijn derde lustrumjaar met een programma waarin opgenomen waren de Carmina Burana van Orff en Alexander Nevsky van Prokofjev. Korte tijd na het najaarsconcert werd Alexander Nevsky nogmaals gespeeld als begeleiding bij de film. De kamermuziekbibliotheek van Krashna Musika werd in 1983 overgedragen aan de openbare bibliotheek van Delft.
De Technische Hogeschool veranderde in 1986 van naam naar de Technische Universiteit Delft. Met medewerking van het Toonkunstkoor Leiden werden de Polowetser dansen van Borodin opgevoerd.
In 1987 verhuisde Krashna Musika naar het Muzisch Centrum aan de Nieuwelaan en testte tijdens het najaarsconcert het nieuwe 'elektro-akoestische' systeem van de TU-Aula.
Krashna Musika speelde in 1988 de Nederlandse première van Bohuslav Martinů. Dit werd gecombineerd met het celloconcert van Dvořák, een iets bekender werk, met Pieter Wispelwey als solist. In februari werd in samenwerking met het VU-koor en het VU-Orkest de Glagolitische mis van Janáček uitgevoerd in het Koninklijk Concertgebouw.
Met het Requiem van Mozart werd in 1989 een overvolle Sacramentskerk getrokken, enige honderden mensen moesten naar huis worden gestuurd.
De Messa da Requiem van Verdi en het War Requiem van Britten werden in 1990 in een enkel jaar ingestudeerd en uitgevoerd in samenwerking met andere ensembles. De Messa da Requiem werd samen met de Koninklijke Zangvereniging Excelsior uit Den Haag uitgevoerd terwijl voor het War Requiem opnieuw werd samengewerkt met de collegastudenten van de Vrije Universiteit en met jongeren uit het jongenskoor van de Kathedraal Sint Bavo. Het stuk werd op 2 mei in De Doelen en op 4 mei in het Koninklijk Concertgebouw gespeeld. Het laatste concert werd live uitgezonden via Radio 4.
In het voorjaar voerde Krashna Musika ter gelegenheid van de 150e verjaardag van de TU onder andere het speciaal voor deze mijlpaal geschreven Correspondances van Micháns uit.
De 25e verjaardag van Krashna Musika werd in 1993 gevierd met de Psalmus Hungaricus van Kodály en de zesde symfonie van Sjostakovitsj. In een hieruit volgende binnenlandtournee werden Utrecht, Amsterdam en Leiden aangedaan.
Op klanken van trompettisten van Krashna Musika werd dit jaar de eerste paal van het Cultureel Centrum aan de Mekelweg geslagen.

### 1993-2000 (Daan Admiraal en Leo Rijkaart)

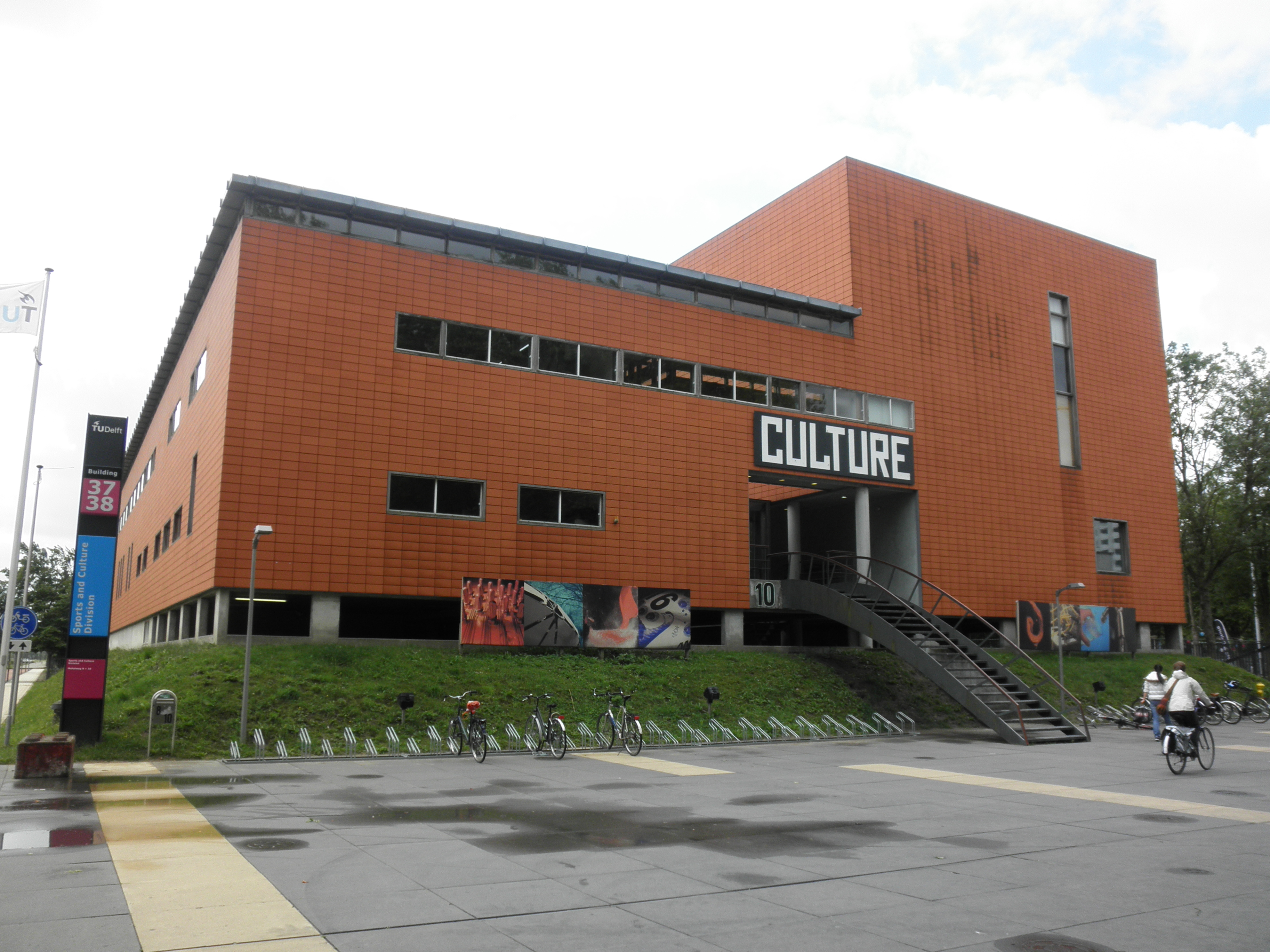
Het Cultureel Centrum van de TU Delft.

Vanaf september 1993 werd Leo Rijkaart aangesteld als dirigent voor het koor van Krashna Musika, wegens de aanstelling van Daan Admiraal bij Toonkunst Rotterdam.
In 1994 verhuisde het muziekgezelschap naar het nieuwe Cultureel Centrum aan de Mekelweg, raakte haar eigen bar kwijt en verhoogde de contributie voor niet-studenten. In hetzelfde jaar werd opnieuw een binnenlandse tournee georganiseerd. In Utrecht, Amsterdam en Rotterdam werden onder andere de tiende symfonie van Sjostakovitsj en de Polowetser dansen van Aleksandr Borodin opgevoerd.

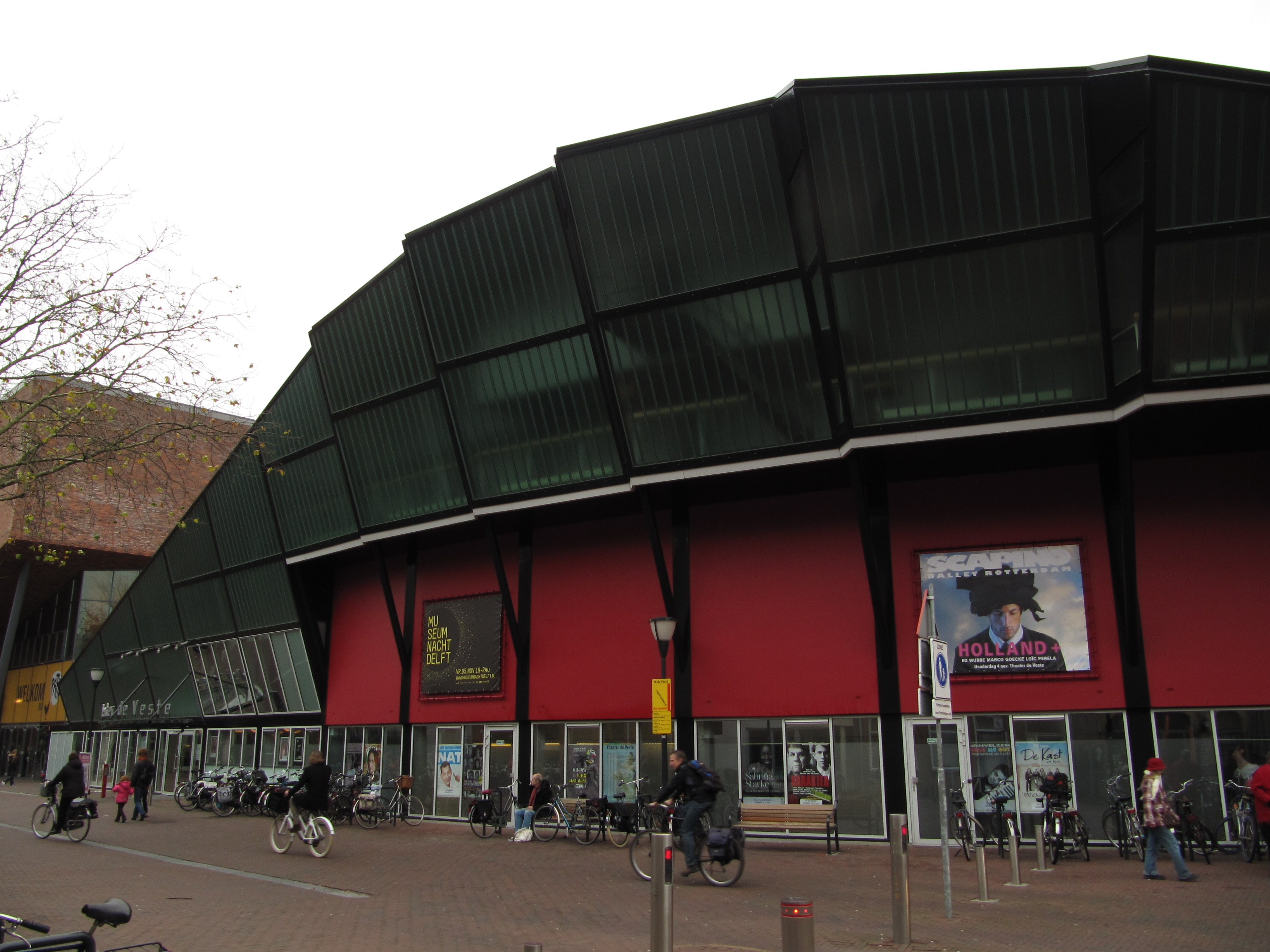
Ingangzijde van Theater de Veste in 2010

Het 750-jarig bestaan van Delft in 1995 werd gevierd met een opera. Leden van Krashna Musika richtten de Delftsche Opera Compagnie op en nodigden componist Kees Olthuis en librettist Ruud van Megen uit een opera te schrijven over de moord op Willem van Oranje, getiteld François Guyon, uit te voeren door Krashna in het nieuw geopende Theater de Veste. Buiten de reguliere optredens in Theater de Veste, waarover recensies verschenen in Het Parool, het NRC Handelsblad en De Volkskrant, werd ook nog een concert gegeven in de stationshal van Den Haag.
Het zesde lustrum werd gevierd in 1997; het werd gemarkeerd door een openluchtconcert op de Markt van Delft, met onder meer de Carmina Burana (Orff) van Orff, het Te Deum van Dvořák, de Ouverture 1812 van Tsjaikovsky met het carillon van de Nieuwe Kerk en een echte schutterij, en de geënsceneerde uitvoering van de Matthäus Passion van Bach.
Krashna Musika ging in dit jaar voor het eerst op een langdurige buitenlandse tournee; de twee concerten in Parijs en Keulen in de jaren 70 waren niet meer dan uitstapjes. De tournee leidde naar Toscane, waar het muziekgezelschap concerten gaf in Capannoli, Siena en in de Santa Croce in Florence.

### 2000-2008 (Daan Admiraal en Gilles Michels)

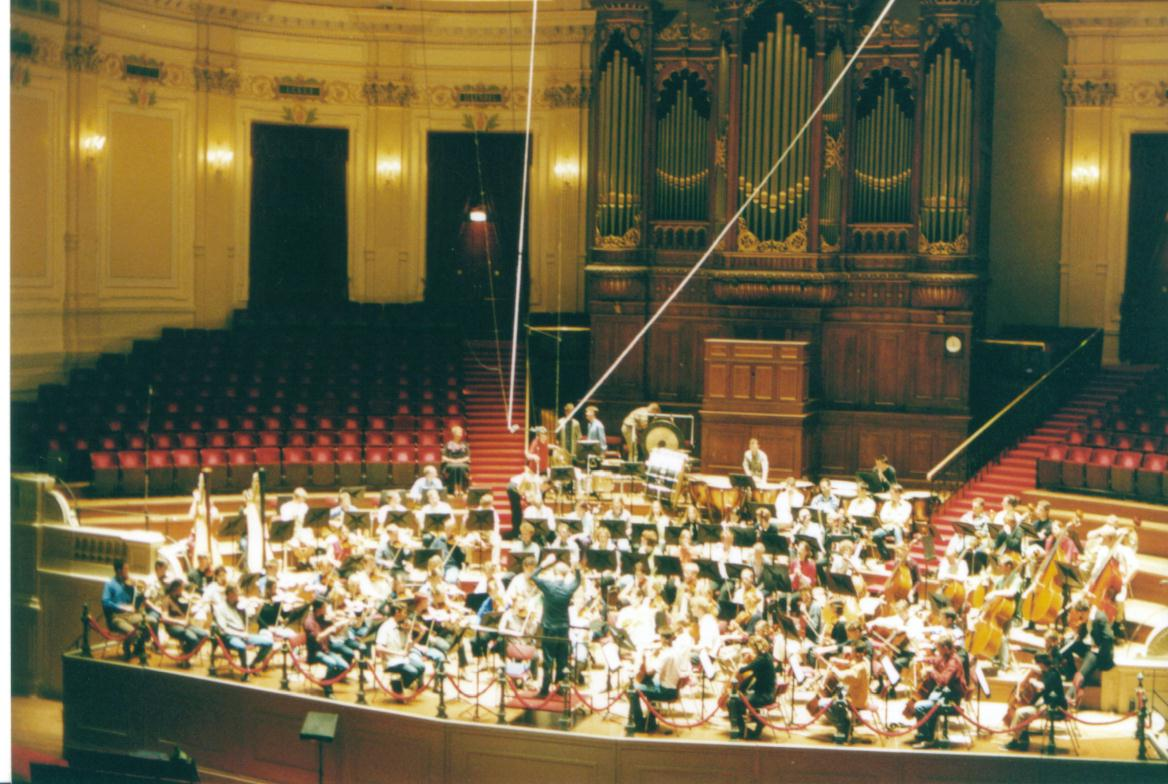
Krashna podiumrepetitie Concertgebouw 2000

In 2000 werkte Krashna Musika samen met Collegium Musicum uit Leiden. CM bestond 65 jaar en voerde een groot koorwerk uit waarvoor meer mensen benodigd waren dan aanwezig bij het orkest en het koor. Tegelijkertijd stond bij Krashna Musika de derde symfonie van Mahler op het programma, waarvoor het een te klein vrouwenkoor had. Delft en Leiden vulden elkaar aan bij de uitvoering van de projecten.
Voor het programma voor de viering van het 20-jarig dirigentschap van Daan Admiraal 20 bij Krashna Musika, was een substantiële zaal nodig. Daarom werd het concert gegeven in het Concertgebouw.  Dit was het eerste eigen concert van Krashna in het Concertgebouw.
Het 160-jarige bestaan van de TU Delft werd in 2001 gevierd met een concert in de Oude Kerk, met het Kol Nidre van Schönberg.
Het zevende lustrumjaar (2002) werd gevierd met een buitenlandse tournee. De tournee leidde langs Parijs, Aken, waar samen met Collegium Musicum Aachen, het koor van de Rheinisch-Westfalische Technische Hochschule de Messe solennelle van Berlioz werd uitgevoerd. De studenten uit Aken reisden mee naar Nederland om het werk ook in De Doelen uit te voeren.
In december 2003 vond voor de eerste keer een concert van Krashna Musika plaats in de Dr. Anton Philipszaal in Den Haag. In het voorjaar werd het akoestisch systeem van de TU-Aula danig op de proef gesteld in Richard Strauss' Vier letzte Lieder. Sopraan Dorothy Grandia won het van de techniek.
In het voorjaar van 2005 vonden twee projecten plaats. Op 4 mei voerde Krashna Musika, bijgestaan door Toonkunst Rotterdam het War Requiem van Britten uit. De Nieuwe Kerk werd voor deze gelegenheid verbouwd. Over de banken heen verscheen een groot podium voor koor en orkest, het kamerorkest nam plaats in het noordelijk transept. Een maand later werd de achtste symphonie van Sjostakovitsj uitgevoerd in de Dr. Anton Philipszaal, gevolgd door een borrel met Jan Peter Balkenende. Krashna Musika werd in 2005 uitgebreid met een jazzafdeling.
In 2005 werd opnieuw samengewerkt met Collegium Musicum Aachen, deze keer om de Messa da Requiem van Verdi uit te voeren. In Aken vond het concert plaats in de beroemde Krönungshalle van het Stadhuis van Aken. In Nederland werd het werk uitgevoerd in de Elandstraatkerk in Den Haag. In mei reisde Krashna Musika naar Hongarije.
Twee jaar na de start als onderdeel van Krashna Musika werd de jazzafdeling in 2006 zelfstandig onder de naam 'Groover'.
Als onderdeel van het vijfde lustrum van Daan Admiraal kreeg de dirigent 'carte blanche' aangeboden en stelde een volledig Nederlands programma samen, inclusief een opdrachtcompositie door Chiel Meijering.
In 2008 bestond het muziekgezelschap 40 jaar. Met een groot aantal evenementen werd het achtste lustrum gevierd. In januari werd een concert gegeven met onder andere Ein deutsches Requiem van Brahms, bijgestaan door het koor van Collegium Musicum uit Leiden. Tijdens de daarop volgende tournee naar Hamburg, Kopenhagen en Malmö werden het Requiem van Mozart en Rachmaninovs tweede symfonie uitgevoerd. Het laatste concert vond plaats na terugkeer, in de TU-Aula in Delft. Dit was het laatste concert van Gilles die, na 8 jaar dienst bij Krashna, zijn carrière ging voortzetten bij het Utrechts Studenten Koor en Orkest. 
Op 5 september in het nieuwe collegejaar werd een openluchtconcert op de Delftse Markt gegeven, waar de Hymne van Delft (geschreven door Guus Westdorp) voor een vol marktplein werd uitgevoerd.

### 2008-2011 (Daan Admiraal en Chris Pouw)

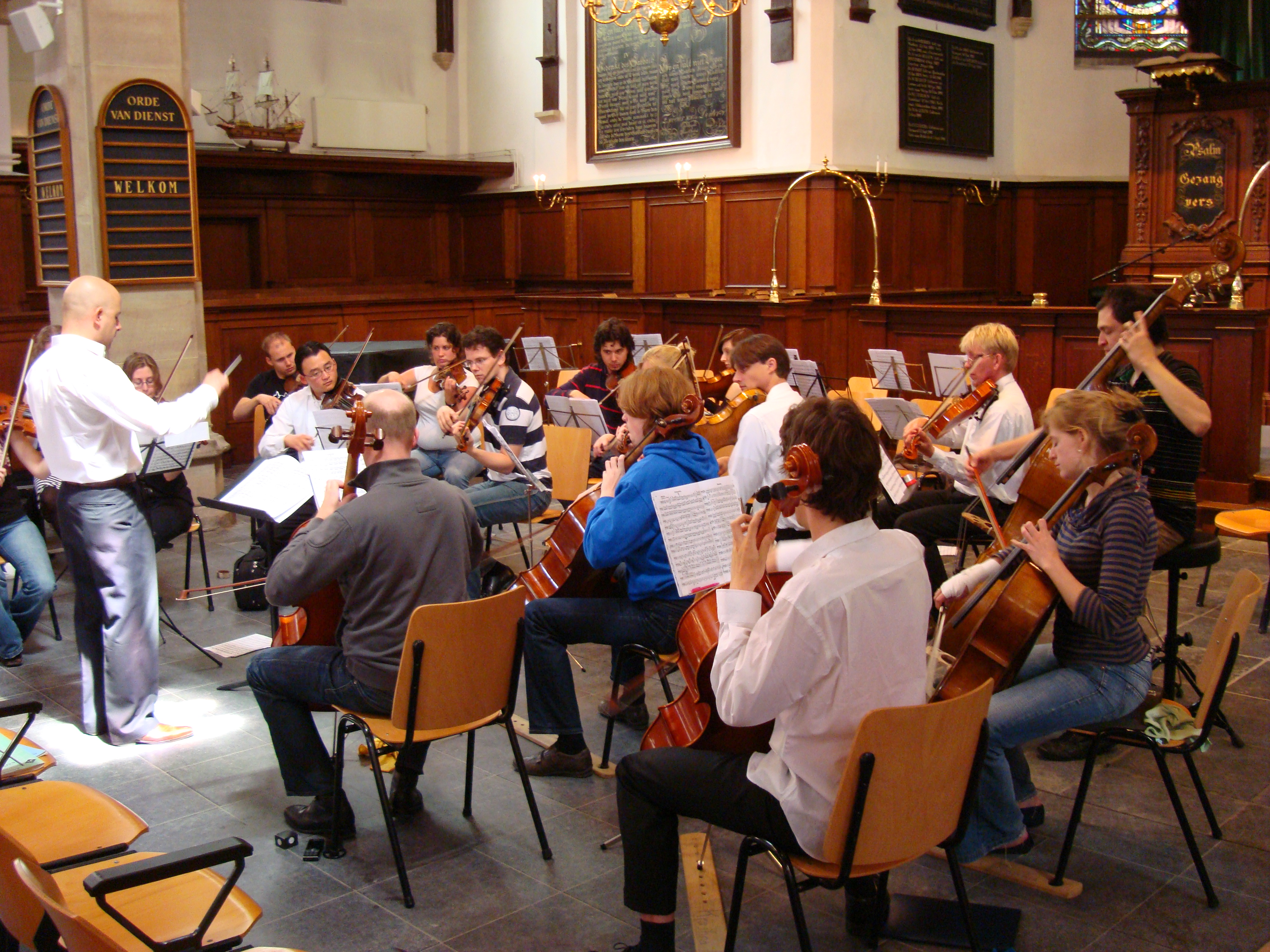
Krashna Kamerorkest 2008

In 2008 werd als onderdeel van het lustrumjaar een festival georganiseerd: 'Classical Music voor Dummies' met naast de masterclasses ook nog lezingen, workshops en een optreden van het Krashna Kamerorkest. Onder leiding van Willem de Bordes speelde het Krashko een zelfstandig concert in de Pelgrimvaderskerk in Rotterdam. Gedurende dit concert werden moderne composities van jonge componisten ingestudeerd en uitgevoerd op een speciaal 'Next Generation'-kamermuziekconcert in DOK, de openbare bibliotheek van Delft.
Een bijzondere samenwerking tussen de orkesten van de drie technische universiteiten van Nederland (de Technische Universiteit Delft, Technische Universiteit Eindhoven en de Universiteit Twente) vond plaats in het najaar van 2009. Tevens startte in dat najaar de traditie van campusconcerten: kleine kamermuziekconcerten gegeven voor en door studenten en medewerkers van de TU Delft op verschillende faculteiten gedurende de lunch.
In het voorjaar van 2010 voerde Krashna Musika onder andere een Nederlandse première (The Ocean) van Hadley uit in Delft. Ditzelfde concert werd in Hamburg herhaald. Voor deze concerten werd samengewerkt met het Haags Toonkunstkoor.
In het voorjaar van 2011 werd opgetreden in Duitsland en Tsjechië. In totaal werden drie concerten gegeven in de volgende steden: Freiberg (zusterstad van Delft), Kutná Hora en Praag.

### 2011-2018 (Daan Admiraal en Ruben de Grauw)

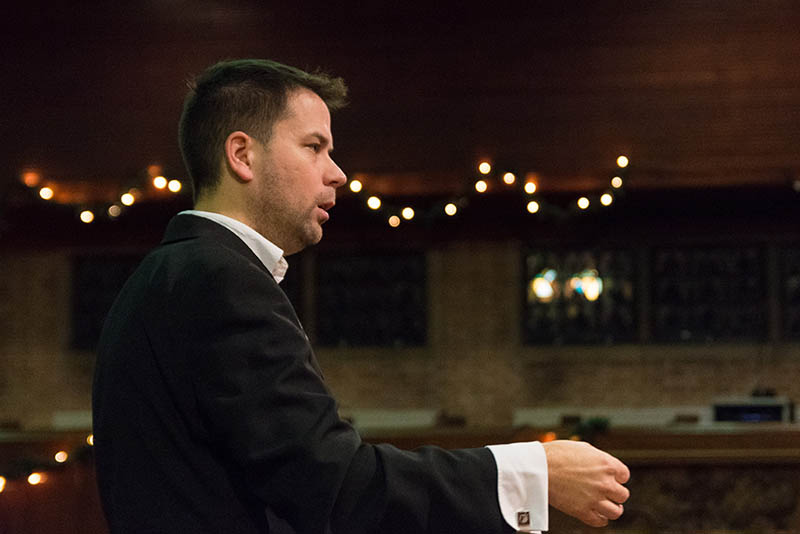
Ruben de Grauw bij het Krashna Musika Najaarsconcert 2015.

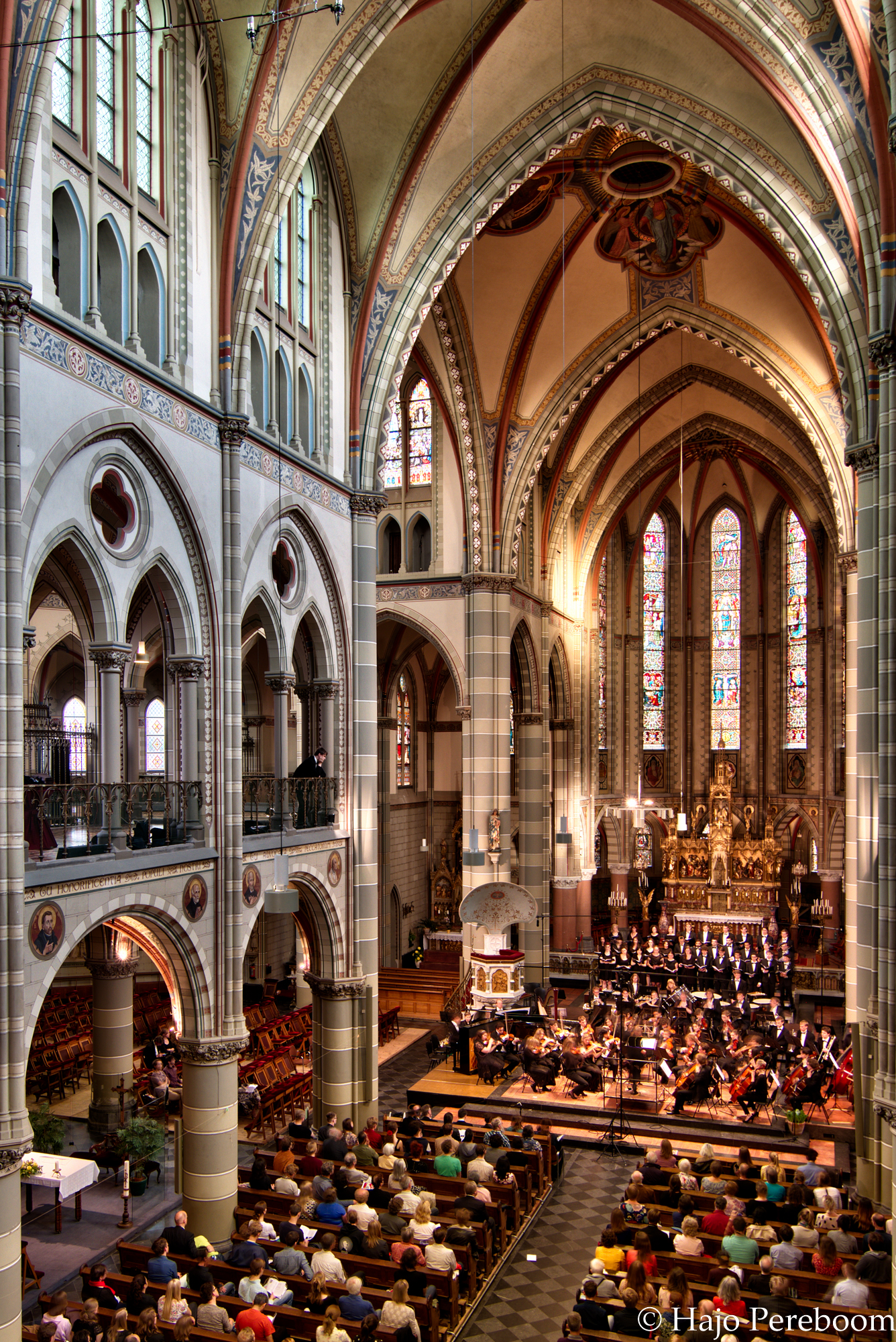
Voorjaarsconcert Krashna 2014 met koor en geschaald orkest

Gedurende 2012 vond opnieuw een samenwerking met de andere TU's plaats, met ditmaal steun van de 3TU Federatie. Het resulterende najaarsconcert werd gegeven in Het Concertgebouw, waarbij het koor van Krashna Musika bijgestaan werd door het Studentenkoor Amsterdam.
De samenwerking tussen het koor van Delft en het koor van Amsterdam leidde tot ondersteuning van het orkest van Krashna Musika bij de concerten van het Studentenkoor Amsterdam.
2013 was het 9e lustrumjaar van Krashna Musika. Als onderdeel van het festijn voerde Krashna onder leiding van regisseur Floris Visser de opera Carmen van Bizet uit. Het stuk werd uitgevoerd in de Aula van de TU Delft, die op dat moment was omgebouwd tot een stierenarena. Gedurende het jaar vond elke maand een lustrumactiviteit plaats, zoals een concert in de Efteling, een liftwedstrijd en een muzikale marathon door de hele binnenstad, waarbij er ook muziek schalde vanaf de Nieuwe Kerk. In het voorjaar werden enkele in Parijs gecomponeerde  werken uitgevoerd en men ging hiervoor ook op een kleine tournee naar Parijs.
Op het najaarsconcert van 2014 voerde Krashna Musika Das Lied von der Erde op, een symfonisch werk van Mahler geschreven voor tenor, alt/bariton en groot orkest. Het koor voerde samen met orkest de Messa di gloria van Puccini op. Solisten voor dit concert waren tenor Anton Saris en bas Pieter Ulco Hendriks. Aan de hand van het najaarsconcert is door Louis Eckstein een recensie geschreven
In het voorjaar van 2016 nam het koor van Krashna Musika deel aan een samenwerking met Leo Blokhuis, de Koninklijke Harmoniekapel Delft en Kamerkoor Delft Blue. Op dit concert gaf Leo Blokhuis een popcollege waartussendoor delen van de Queen Symphony van Kashif uitgevoerd werden. De uitvoering vond plaats in de TU Delft Aula.

### 2019 - heden (Ruben de Grauw en Stijn Berkouwer)
In de zomer van 2018 kwam Daan Admiraal op 69-jarige leeftijd te overlijden. Dit was een uiterst onverwachte en zeer ingrijpende gebeurtenis voor de hele vereniging. Voor het symfonieorkest was het extra ingrijpend omdat het 37 jaar onder leiding van Admiraal stond. Trouw aan de traditie van de vereniging werd gauw een sollicitatiecommissie opgezet om een geschikte opvolger te vinden.
In de tussentijd dirigeerde Lucas Vis het orkest. Het voorjaarsconcert van 2019, dat op 9 maart in de Dominicuskerk te Amsterdam plaatsvond en waarbij Tsjaikovski's Manfred-symfonie en Rachmaninov's tweede pianoconcert ten gehore gebracht werden, stond onder zijn leiding.
Na de sollicitatieperiode werd Stijn Berkouwer in maart 2019 tot nieuwe orkestdirigent benoemd. Samen met hem startte het orkest met de voorbereidingen voor het volgende programma, dat uit werken van Duitse componisten bestond en in juni 2019 ten gehore werd gebracht.
In het najaar van 2019 voerde Krashna Musika een programma uit dat uitsluitend uit werken van Nederlandse componisten bestond. Het koor en orkest werkten samen om het Stabat Mater van Albert de Klerk en 'In de blauwe nacht', een opdrachtcompositie door Reza Namavar, te vertonen. Bovendien speelde het orkest Johan Wagenaars Ouverture van Cyrano de Bergerac en de Tweede Symfonie van Jan van Gilse.
Vanaf maart 2020 werd Krashna Musika net als andere muziekgezelschappen en groepen in de culturele sector hard door de coronacrisis en de daaropvolgende maatregelen geraakt. Als gevolg ervan kwamen repetities en andere gezamenlijke activiteiten deels maandenlang te vervallen. De voor de zomer van 2020 geplande tournee naar Schotland werd eerst een jaar uitgesteld en uiteindelijk helemaal geschrapt. Desalniettemin werd het door versoepelingen in de loop van 2021 mogelijk om een vervangende binnenlandse tournee te organiseren. Deze tour door Nederland vond begin juli 2021 plaats en werd met concerten in Delft, Haarlem en Amsterdam een groot succes. Bij het najaarsconcert 2021 voerde het orkest Wagner's Tannhäuser Ouverture en Mahler's Totenfeier (1e deel van zijn Tweede Symfonie) op. Het concert vond vlak voor de coronagolf van eind 2021 in de Vredeskerk te Delft plaats en bevatte tevens een kamermuziek-gedeelte.
Om de tienjarige samenwerking van het koor met dirigent Ruben de Grauw te vieren, werd op 1 maart 2022 het Requiem van Giuseppe Verdi in een uitverkochte Grote Zaal van het Koninklijk Concertgebouw door koor en orkest uitgevoerd. Voor dit werk, dat een groot dubbelkoor vereist, werd het VU-koor uit Amsterdam verenigd met dat van Krashna.

## Tournees en concertreizen
| Land                                    | Stad                                                       | Datum                   |
| --------------------------------------- | ---------------------------------------------------------- | ----------------------- |
| Frankrijk                               | Parijs                                                     | 24 en 25 december 1975  |
| Duitsland                               | Keulen-Klettenberg                                         | 17 december 1977        |
| Nederland                               | Utrecht, Amsterdam en Leiden                               | 13 t/m 16 mei 1993      |
| Nederland                               | Utrecht, Amsterdam en Rotterdam                            | 10, 13 en 14 mei 1995   |
| Italië                                  | Capannoli, Siene en Florence                               | 24 t/m 31 mei 2000      |
| Frankrijk en Duitsland                  | Parijs en Aken                                             | 25 mei t/m 28 mei 2003  |
| Duitsland                               | Aken                                                       | 18 februari 2006        |
| Hongarije                               | Gödöllő, Balatonfüred, Budapest en Győr                    | 6 t/m 13 mei 2006       |
| Duitsland, Denemarken en Zweden         | Hamburg-Kirchdorf, Lyngby, Malmö en Kopenhagen             | 12 t/m 19 april 2008    |
| Duitsland                               | Hamburg                                                    | 4 t/m 6 juni 2010       |
| Duitsland en Tsjechië                   | Freiberg, Kutná Hora en Praag                              | 29 april t/m 8 mei 2011 |
| Frankrijk                               | Parijs                                                     | 6 t/m 9 juni 2013       |
| Nederland                               | Texel, Vlieland, Terschelling, Ameland, Sneek en Amsterdam | 2 t/m 10 juli 2016      |
| Slowakije, Wenen, Tsjechië en Nederland | Bratislava, Wenen, Brno en Amsterdam                       | 6 t/m 15 juli 2018      |
| Nederland                               | Haarlem en Amsterdam                                       | 5 t/m 10 juli 2021      |
| Frankrijk                               | Parijs en Tours                                            | 25 juni t/m 2 juli 2022 |
| Tsjechie en Polen                       | Praag en Krakow                                            | 29 juni t/m 6 juli 2024 |

AEGEE Delft · C.S.F.R. · C.S.R. · Proteus-Eretes · Sint Jansbrug · DSB · DSC · Punch · Sanctus Virgilius · Krashna Musika · De Koornbeurs · Outsite · Thor · Laga · Nieuwe Delft
Studentenmuziekverenigingen